# Louis Dufresne
Louis Dufresne est un ornithologue et taxidermiste français né le 18 janvier 1752 à Champien et mort le 11 octobre 1832.

## Biographie
Louis Dufresne est l'un des naturalistes à bord de L'Astrolabe qui, accompagné de La Boussole, quitte Brest en août 1785 pour un voyage de découverte. Les navires se rendent d'abord à Madère et à Tenerife, puis à Trinidad et enfin vers les côtes du Brésil (notamment l'île de Santa Catarina). Après avoir contourné le cap Horn, l'expédition débarque à Concepción et continue vers les îles Sandwich, puis navigue vers le nord le long de la côte nord-ouest de l'Amérique jusqu'en Alaska. En 1786, l'expédition reprend cette fois-ci en visitant Monterey avant de traverser le Pacifique pour atterrir à Macao. Cette expédition, dirigée par La Pérouse, visite Botany Bay (Australie) en janvier 1788, quelques jours seulement après l'arrivée de la Première Flotte, fait voile vers le nord et fait naufrage : Dufresne et Lesseps sont les seuls survivants, Dufresne ayant quitté l'expédition à Macao.
Six ans plus tard, en 1793, Dufresne devient taxidermiste et conservateur au Muséum d'Histoire Naturelle de Paris. Son travail comprend la classification et l'agencement de collections d'invertébrés et de vertébrés ; il se rend également dans de nombreuses régions du monde. En 1802, il popularise l'utilisation du savon à l'arsenic pour conserver les oiseaux dans un article du Nouveau dictionnaire d'histoire naturelle, technique qui permet au Muséum de constituer la plus grande collection d'oiseaux au monde.
On lui doit un mémoire, Taxidermie, imprimé pour la première fois dans le Dictionnaire d'Histoire Naturelle de Déterville, qui depuis imprimé à plusieurs milliers d'exemplaires, « a contribué à répandre le goût de l'histoire naturelle dans le monde entier, en faisant connaître les procédés les plus ingénieux et les plus sûrs pour préparer et conserver les animaux de tous genres ».
Dufresne entretenait également une collection privée qui en 1818, comprend 1 600 spécimens d'oiseaux (sur des supports en bois et portant des noms latins et français), 800 œufs, 4 000 coquilles, des fossiles, des amphibiens, des coraux et 12 000 insectes. Cette collection est achetée pour l'université d'Édimbourg en 1819. En 1854, l'Université transfère le Musée d'histoire naturelle dans la propriété du gouvernement pour former un musée national financé par l'État, qui devient le Royal Scottish Museum (qui fait aujourd'hui partie de National Museums Scotland) .
En 1829, Dufresne reçoit la Légion d'honneur. Il meurt d'une maladie pulmonaire.